# Municipio de Forsyth
El municipio de Forsyth (en inglés: Forsyth Township) es un municipio ubicado en el condado de Marquette en el estado estadounidense de Míchigan. En el año 2010 tenía una población de 6164 habitantes y una densidad poblacional de 13,02 personas por km².

## Geografía
El municipio de Forsyth se encuentra ubicado en las coordenadas 46°14′51″N 87°26′57″O / 46.24750, -87.44917. Según la Oficina del Censo de los Estados Unidos, el municipio tiene una superficie total de 473.38 km², de la cual 460.17 km² corresponden a tierra firme y (2.79%) 13.21 km² es agua.

## Demografía
Según el censo de 2010, había 6164 personas residiendo en el municipio de Forsyth. La densidad de población era de 13,02 hab./km². De los 6164 habitantes, el municipio de Forsyth estaba compuesto por el 92% blancos, el 1.12% eran afroamericanos, el 2.11% eran amerindios, el 0.67% eran asiáticos, el 0.02% eran isleños del Pacífico, el 0.23% eran de otras razas y el 3.86% pertenecían a dos o más razas. Del total de la población el 2.26% eran hispanos o latinos de cualquier raza.